# Слока
Слока (латис. Sloka, нім. Schlock), частина Юрмали за 33 км від Риги,  на березі Лієлупе, в місці, де річка приблизно за 2 км від моря повертає на схід, утворюючи юрмальський півострів. З рештою Юрмали і Ригою Слоку сполучає електрифікована залізниця та автострада Рига-Вентспілс. Населення Слоки становить приблизно половину від загального числа постійних жителів Юрмали. Значна циганська община.  
Слока утворилося і розвивалося як промислове місто. Сьогодні там живуть працівники юрмальської сфери обслуговування. Електрифікована залізниця до Слоки відкрита в липні 1951 року.
На всій території Юрмали Слока є найстарішим населеним пунктом, що отримав права міста вже в 1785 році, а річка Слоцене, поблизу якої розташовано це містечко, згадується в історичних джерелах вже в 1255 році. Економічний підйом району почався в 17-м столітті (тут знаходилося декілька мануфактур герцога Якоба), продовжуючись аж до початку 20-го століття, коли було побудовано декілька підприємств по виробництву будматеріалів.
У ході Першої світової війни і підприємства, і частина будинків були зруйновані. У 1925 році до Слоке був приєднаний Каугурціємс, а в 1959 році місто включили до складу Юрмали. За радянських часів активно розвивалися багато виробничих підприємств, продукція яких мала попит не тільки в СРСР, але q за кордоном. Найкрупніше виробництво – Слокський целюлозно-паперовий комбінат. В результаті інтенсивної роботи цього комбінату велика шкода була нанесена навколишньому середовищу. В наш час[коли?] обсяг робіт скорочений, і розробляється нове, екологічно чисте виробництво. Сьогодні Слока і Каугурі в основному місце забудови багатоповерхових житлових масивів і зона комунального господарства всього курорту, яка, проте, збереже своє промислове значення. У Слоці все ще є різноманітні можливості використання території. Тут розгорнуте будівництво нових сімейних будинків.
Особливість Слоки в тому, що в цьому місці не збереглося ніяких пам'ятників, що представляють архітектурну цінність.